# Skrapar distrikt
Skraparis distrikt (albanska: Rrethi i Skraparit) var ett av Albaniens 36 distrikt. Det hade ett invånarantal på 30 000 och en area av 775 km². Distriktets centralort var Çorovoda. En annan större stad var Skrapari.